# Kumatori
Kumatori (熊取町?) è una cittadina giapponese della prefettura di Ōsaka.